# Leondari (Megalopoli)
Leondari (griechisch Λεοντάρι (n. sg.), auch Leontari) ist ein Dorf der Gemeinde Megalopoli mit 257 Einwohnern im Hochland von Arkadien auf dem Peloponnes in Griechenland. Zusammen mit einigen umliegenden Weilern bildet es eine Ortsgemeinschaft in der Gemeinde Megalopoli. Der Ort war bis 2010 der Verwaltungssitz der Gemeinde Falesia. Mit dieser wurde es zum 1. Januar 2011 nach Megalopoli eingemeindet.

## Lage
Das Dorf Leondari ist etwa 11 km südlich von Megalopoli am nördlichen Ausläufer des Taygetos-Gebirges auf einem Bergrücken in etwa 550 m Höhe gelegen. Dieser Bergrücken liegt zwischen den beiden Nebenflüssen des Alfios Xerilas (Ξερίλας) im Westen und Koutoufarinas (Κουτουφαρίνας) im Osten. Das Gebiet Leondaris erstreckt sich über 21,755 km². Südwestlich von Leondari liegt Kalyvia, nördlich liegen Gavria und Kotsiridi, jenseits des Koutoufarinas Kamaritsa.
Die Lage des von den antiken Autoren Thukydides, Xenophon und Pausanias erwähnten Ortes Leuktron (altgriechisch Λεῦκτρον) hatten William Martin Leake und Ernst Curtius in der Nähe des Dorfes erwogen.

## Verwaltungszugehörigkeit und Bevölkerungsentwicklung
Von 1835 an war Leondari Sitz der damaligen Gemeinde Falesia bis zu deren Auftrennung 1912 in elf Landgemeinden. Danach bildete Leondari als Verwaltungssitz die Landgemeinde Leondari (Κοινότητα Λεονταρίου Kinótita Leondaríou) zusammen mit insgesamt elf Dörfern und kleineren Siedlungen. Durch Umgemeindungen und Auflösung reduzierte sich deren Gesamtzahl auf fünf Siedlungen bis 1940. Mit der Gebietsreform 1997 kam Leondari als Gemeindebezirk zur neugegründeten Gemeinde Falesia und war hier erneut Gemeindesitz. Im Zuge der Verwaltungsreform 2010 wurden Falesia und Gortyna mit Megalopoli fusioniert. Seither hat Leondari den Status einer Ortsgemeinschaft in der neuen Gemeinde Megalopoli.
Einwohnerentwicklung von Leondari
| Name      | griechischer Name  | Code       | 1920  | 1928   | 1940 | 1951 | 1961 | 1971 | 1981 | 1991 | 2001 | 2011 |
| --------- | ------------------ | ---------- | ----- | ------ | ---- | ---- | ---- | ---- | ---- | ---- | ---- | ---- |
| Leondari  | Λεοντάρι (n. sg.)  | 4004030101 | 639   | 645    | 329  | 561  | 443  | 323  | 252  | 306  | 289  | 257  |
| Gavria    | Γαβριά (f. sg.)    | 4004030102 | 087   | 091    | 035  | 052  | 021  | 016  | 006  | 009  | 010  | 009  |
| Kalyvia   | Καλύβια (n. pl.)   | 4004030103 | 161   | 158    | 065  | 083  | 069  | 046  | 040  | 028  | 024  | 011  |
| Kamaritsa | Καμαρίτσα (f. sg.) | 4004030104 | 110   | 110    | 073  | 097  | 067  | 053  | 040  | 024  | 024  | 022  |
| Kotsiridi | Κοτσιρίδι (n. pl.) | 4004030105 | 145   | 178    | 101  | 140  | 086  | 062  | 054  | 037  | 037  | 022  |
| Gesamt    | Gesamt             | 40040301   | 1450* | 1214** | 603  | 933  | 686  | 500  | 392  | 404  | 384  | 321  |

* 1920: Bilali (Μπιλάλι) 19 Einwohner, Sidirodromikos Stathmos Leondariou (Σιδηροδρομικός Σταθμός Λεονταρίου ‚Bahnhof Leondari‘) 15, Soulari (Σουλάρι) 274 Einwohner

** 1928: Bilali (Μπιλάλι) 11 Einwohner, Sidirodromikos Stathmos Leondariou (Σιδηροδρομικός Σταθμός Λεονταρίου ‚Bahnhof Leondari‘) 21 Einwohner

## Sehenswürdigkeiten
Auf dem Berg am nordwestlichen Ortsrand liegt das Kastro von Leondari (Κάστρο Λεονταρίου).
In Leondari und der näheren Umgebung liegen mehrere byzantinische Kirchen, überwiegend aus dem 14. Jahrhundert. Die bedeutendste ist die Kirche Agii Apostoli (Άγιοι Απόστολοι ‚Kirche der heiligen Apostel‘) in der Nähe des Dorfzentrums.